# Grigore Silași
Grigore Silași (n. 27 ianuarie 1836, Beclean, Bistrița-Năsăud – d. 17 ianuarie 1897, Năsăud) a fost un preot greco-catolic (protopop), filolog și folclorist român, membru de onoare al Academiei Române (1877).

## Biografie
Născut la Beclean, Bistrița-Năsăud, în familia protopopului Vasile Silași, Grigore Silași și-a început studiile primare la Dej, Liceul romano-catolic, pe urma continua la Năsăud – Școala Normala, iar pe urma ajunge la Cluj – Liceul Piariștilor. 
Îi moare tatăl înainte de a ajunge la vârsta de maturitate, dar acest lucru nu îl împiedică pentru a-și continua studiile,  ajungând să studieze la Academia Teologică din Blaj, pe urmă la Seminarul central Greco-Catolic ,,Sf. Barbara’’ din Veneția. În 1895 devine absolvent al seminarului, fiind totodată hirotonit preot de mitropolitul Alexandru Șterca Șuluțiu.
Urmează doctoratul la Facultatea de Teologie din Viena iar apoi revine la Alba Iulia ca arhidiacon la dieceza. 
Activează în Societatea Literară a tehnologilor Romani, al seminarului, Sf..Barbara’’ din Viena, ajungând în slujba poporului românesc, împreuna cu Ioan Papiu, Simion Micu, Maxim Pop, Iustin Popfiu și dr.Ratiu Ioan, precum și multi alți. Reușește prin munca intensă să formeze o singură societate alături de ceilalți, Societatea- ,,Romania Juna’’, după un parcurs foarte activ în cadrul societăților din care face parte, precum: Societatea Studenților Români ,,Romania’’ și Societatea Social Literară a Românilor.
Având funcția de vice rector al Colegiului din Viena, acesta se pune la dispoziția românilor, aceasta funcție îi permite a se întreține, fiind sigura lui sursă de venit.
Anul 1867, are o mare însemnătate în istoria română, fiind încheierea pactului dualist și incorporarea Transilvaniei la Ungaria, acest lucru generând o perioadă grea pentru poporul român. Au urmat nenumărate proteste în semn de nemulțumire cu privire la noul regim. prin „Pronunciamentul de la Blaj”.
În mai 1868, Grigore Silași se alătura și mai mult, devine intermediarul doleanțelor românilor și împăratul Francisc Iosif I,care în cele din urmă reușește să obțină o audiență particulară abia în luna noiembrie în cursul aceluiași an, acesta prezentând împăratului 14 petiții din Blaj, în care erau precizate nemulțumirile românilor față de noul sistem.
La 15 august 1871, la Putna împreună cu I.Slavici și M.Eminescu pregătesc manifestările național - patriotice, aceste manifestări venind în sprijinul și susținerea românismului.
În anul 1872, ajunge profesor al Catedra de limba și literatura română a Universității din Cluj, funcția fiindu-I oferită de însușii Ministerul Cultelor și Învățământului al Regatului Maghiar. Aceasta funcție aducându-i venituri de 2000 fl și totodată 300 fl pentru locuință. Odată cu ocuparea acestei funcții vin și felicitările din partea Năsăudenilor printr-o telegramă, acesta fiind semnată de: vicarul Grigore Moisil, Arion Mărcușiu - judele regesc, profesorii Maxim Pop, dr C-tin Moisil, dr Ioan Marte Lazăr, Octav Barițiu, Ioan Șerban, etc.
Grigore Silași, avea cunoaștere nu doar asupra teologiei, ci și asupra mai multor domenii precum: filologie, istoria limbii, dialectologie, poetică, romanistică, stăpânea limbile: greacă, latină, franceză, maghiară, germană, arabă, Avea o înclinație deosebită asupra literaturii, era foarte interesat de istoria literară, folcloristică, creația lirică românească, literatura română contemporană, teatrul românesc, creația popular românească.
Având o deosebită atracție față de literatură, acesta editează mai multe cărți, atât laice cât și bisericești, dintre care sunt amintite: Apologii; Discuții filologice și istorice maghiare (cu privire la români); Renașterea limbii române în vorbire și scriere; Despre însemnătatea literaturii române tradiționale; Românul în poezia poporală; Analogia în limbă; Limba literară și limba poporală; Psaltirea calvino-română versificată.
S-a pus în slujba neamului prin înființarea unor reviste: in anul 1865- „Sionul Românesc’’ și Societatea „Iulia”, înființată în anul 1873.
În perioada anilor 1873-1886, este desemnat șeful catedrei de Limba și Literatură Română, al Universității Francisc Iosif, Cluj, care avea programul de studii în limba maghiară. În aceeași perioadă de timp Silași este urmat de Grigore Moldovan.
În anul 1873 a înființat Reuniunea sodalilor români din Cluj, a cărei președinte a fost până în anul 1885. Are funcția de președinte, în cadrul ASTREI, a condus de asemenea Societatea literară „Iulia” a Studenților Români, din Cluj.
În perioada 1883-1884 a deținut funcția de decan al Facultății de Litere, Cluj. Predă gramatica, fonetica, morfologia, sintaxa, ortografia, dialectele și istoria limbii române în cadrul universității.
Încă de la început Grigore Silași, a întâmpinat mai multe probleme și neplăceri din partea guvernanților unguri, principalul motiv fiind cursurile pe care Slavici le ținea în limba română, aceștia interzicându-i  predarea cursurilor în limba română, deși studenții erau români. De-a lungul timpului a fost denigrat de către presa maghiară, i-au fost înscenate mai multe demonstrații scandaloase, mai mult de atât i-a fost incendiată casa, odată cu aceasta arzându-i biblioteca și toate materialele. Acesta fiind nevoit sa părăsească casa în fugă. De asemenea a fost demis de la catedră.